# Higashihiroshima
Higashihiroshima (Japans: 東広島市, Higashihiroshima-shi) is een stad in de Japanse prefectuur Hiroshima. Begin 2014 telde de stad 190.452 inwoners.

## Geschiedenis
Op 20 april 1974 kreeg Higashihiroshima het statuut van stad (shi). De stad ontstond die dag door het samenvoegen van de gemeenten Saijo (西条町), Hachihonmatsu, Shiwa en Takaya. In 2005 werden de gemeenten Kurose (黒瀬町), Kochi (河内町), Toyosaka (豊栄町), Fukutomi (福富町) en Akitsu (安芸津町) toegevoegd aan de stad.

## Partnersteden
- Deyang, China

Steden:
Akitakata · Etajima · Fuchu · Fukuyama · Hatsukaichi · Higashihiroshima · Hiroshima (hoofdstad) · Kure · Mihara · Miyoshi · Onomichi · Otake · Shobara · Takehara

Districten:
Aki · Jinseki · Saeki · Sera · Toyota · Yamagata
Gemeenten per district